# Major Garrett
Major Garrett (né le 24 août 1962) est un journaliste américain. Il est correspondant à la Maison-Blanche pour CBS News et anime The Takeout Podcast.

## Biographie
C'est sous la présidence de Barack Obama, le 13 janvier 2009, que Major Garrett est devenu correspondant à la Maison-Blanche, tout d'abord pour Fox News.